# ウプサラの神殿

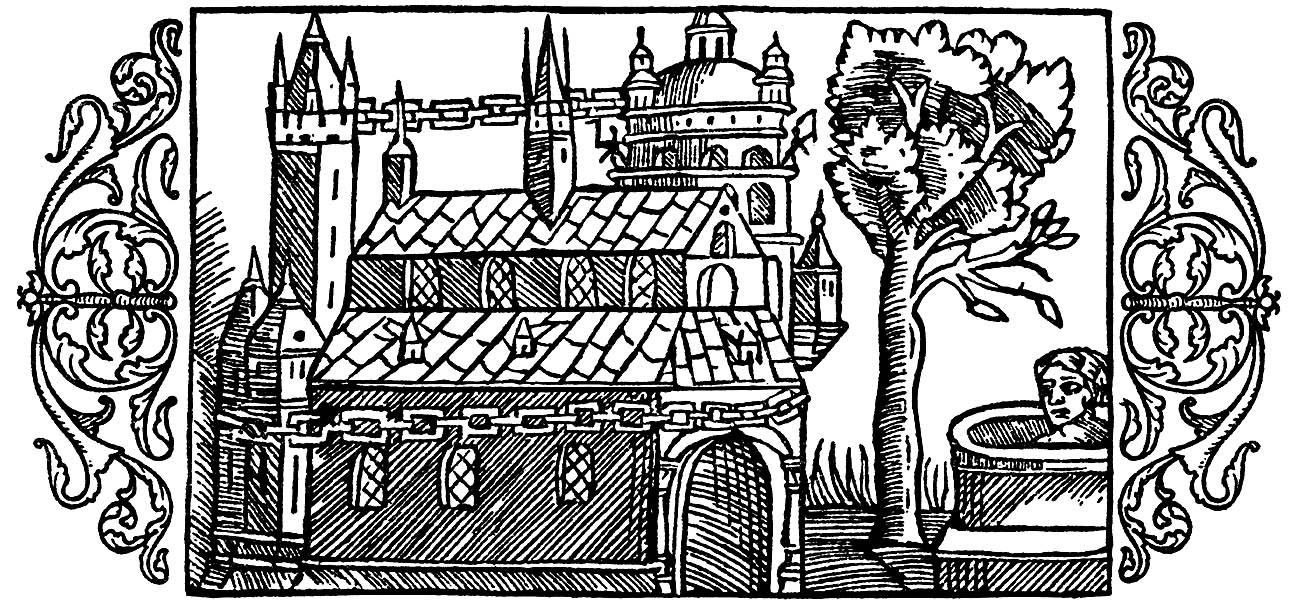
ブレーメンのアダムによって記述された神殿を囲む金の鎖、泉、樹木を含んで描かれた、ウプサラの神殿の木版画。オラウス・マグヌスによる『北方民族文化誌』（1555年）より。

ウプサラの神殿（ウプサラのしんでん）は、かつて存在していた、北欧における異教信仰（en:Norse paganism）の聖地をいう。それは現在のスウェーデンのガムラ・ウプサラ（スウェーデン語で「古ウプサラ」の意）にあったとされている。その証拠となるのが、ブレーメンのアダムによる11世紀の著作『ハンブルク教会史（Gesta Hammaburgensis ecclesiae pontificum）』、および、13世紀にスノッリ・ストゥルルソンによって書かれた『ヘイムスクリングラ』である。
この学説は神殿に関する文献の記述と、該当する地域における考古学的な発見及びその欠如から推測される事柄について提示している。

## 文献における証明

### ハンブルク教会史
ブレーメンのアダムは、その著書『ハンブルク教会史』で神殿について記述しているが、彼によれば「ウブソラ（Ubsola）と呼ばれる非常に有名な神殿」がシグトゥーナ（en）に近い町にあった。神殿は「金で飾られ」、そこの人民は3台の王座に座る3柱の特別な神の像を崇拝しているという。アダムが「最も偉大である」と言及するのがトールで、中央の王座に座っており、ウォーダン（Wodan、オーディン）とフリッコ（Fricco、フレイ）が彼の両側の王座に座っているとしている。アダムにより3柱の神の特徴について言及しているが、それらにはフリッコが非常に大きな勃起した陰茎を伴って表現されること、（アダムの注釈によると「我々がマールスを描写する際そうするように」）ウォーダンは甲冑をまとっていること、そしてトールは鎚を持っており、アダムはそれについてローマ神話の神ユーピテルと詳細に比較している。そしてアダムは「また人々は、かつて人であった神々を崇拝するが、それは彼らが英雄的な行為のため不死であるとみなされるからである［…］。」
アダムは、3柱の神には人民から神々に犠牲を捧げるためそれら各々に任じられた司祭がいる、と語っている。飢饉または疫病が生じるならばトールに、戦争があるならばウォーダンに、結婚が行なわれることになっているならばフリッコに犠牲が捧げられる。アダムはさらに「9年ごとにスウェーデンのあらゆる地方の共同体の祝祭が、ウブソラ(Ubsola)で開催される。そして（それはあらゆる罰より残酷であるが）すでにキリスト教に改宗していた人々は、儀式から自身を金で購（あがな）わなければならない。」
アダムは神殿で執り行われる犠牲について詳細を記しているが、それによれば雄の「あらゆる生きた動物」9体が犠牲のために提供されると解説し、そしてそれらの血が神をなだめるという習わしについて言及している。9体の雄の死体は神殿のそばの木立ちの中に掛けられる。アダムによれば、犠牲として捧げられる犠牲の死と、木に掛けられた腐りかけの死体によって各々の木が「神聖であるとみなされている」ほど異教徒に大変神聖なもの思われていること、また人間の男性の死体の中に混じって犬や馬も木立ちの中に掛けられているとしており、アダムも「あるキリスト教徒」が、異なる種類の72の死体が木立ちの中に掛かっているのを見たと彼に教えたのを明らかにしている。アダムは人々がこれらの犠牲の儀式の間に歌う歌に対する嫌悪感を呈しており、歌については「非常に数多く、気持ちが悪いものである。これらについては黙して語らないのが最上であろう。」と皮肉を書いている。
アダムは、神殿の近くに、枝をずっと広げた大きな木が立っていることを説明する。その木は夏も冬も常緑であるという。木の側にも犠牲が供される泉がある。アダムによると人間が生きたまま泉に放り込まれる習慣があり、犠牲者が水面に浮いて来なければ「人民の願望は成就する」とされる。
アダムはまた、神殿を取り巻く金の鎖が建物の切妻から下がっていると記述している。鎖は神殿が建設された「古代の円形劇場」のように丘に囲まれた平野部に位置する地勢によって、遠くから近づいて来る者にはとても良く見える。祝宴と供犠は9日間にわたって執り行われ、1日ごとに2匹の動物に加えて人間が犠牲として捧げられる。したがって9日で計72回の供犠が行われる。アダムが書きとめるところでは、これらの供犠は「春分の時節頃に執り行われる」。
なお、アダムは1070年頃に古ウプサラのこの神殿を訪問したとも、訪問はなくデンマークからの風聞に基づいて記録したとも考えられている。

### ヘイムスクリングラ

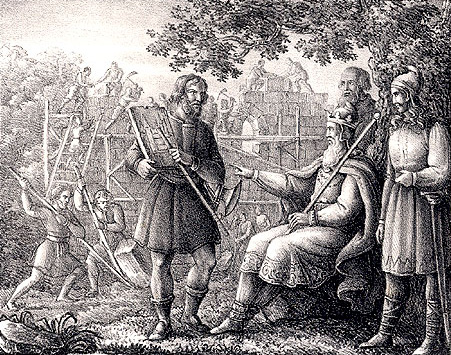
Hugo Hamiltonが描いた、ユングヴィ・フレイによるウプサラの神殿の建設。 (1830年)

『ヘイムスクリングラ』に含まれる『ユングリング家のサガ』において、スノッリは、古代スカンディナヴィアの神々と彼らに始まる統治者達の、エウヘメリズム(en)化された血統を示している。第5章においてスノッリは、アースが現在のスウェーデンに定住し、それぞれの神殿を造ったと伝えている。スノッリはオーディンがログ湖付近に定住した旨を書いている。「昔古シグトゥーナ(en)と呼ばれていた場所であった。そこに彼はアースの習慣によって大きな神殿を建設し、犠牲を執り行った。彼がその場所をシグトゥーナと呼ぶ限り、彼はそこを所有した。彼は、ゴジに居住地を与えた。」さらに、これに続けてスノッリは書いている。ニョルズはノーアトゥンに住み、フレイはウプサラに住んだ。ヘイムダルはヒミンビョルグに、トールはスルーズヴァンガルに、バルドルはブレイザブリクに。誰に対しても、オーディンはすばらしい居住地を与えた 。
第10章において、ニョルズの死後、彼の息子フレイが政権を執った。そして、「彼はスウェーデン人の王と呼ばれ、彼らから租税を受け取った」。フレイの国民は非常に彼を愛していた、そして彼は「豊かな季節によって、彼の父と同じように人々に愛された」。サガによると、フレイは「ウプサラに大きな神殿を建設し、彼の主要な住居とした。彼に支払われたすべての租税、不動産と動産の両方をそれに充てた。これはウプサラの富裕(en)の起源であり、これ以来ずっと維持された。」

### その他の文献と史実
神殿があったことを裏付ける資料はまばらに存在している。古代北欧のサガの他、サクソ・グラマティクスの『デンマーク人の事績』の中でも触れられている。
サクソはまた、神殿で人間を犠牲に捧げるしきたりを始めたのはフレイであると主張している。
古代北欧のサガ、ブレーメンのアダム、そしてサクソ・グラマティクスが、人々に人気があった祭りとして、ウプサラでの犠牲祭を説明している。この行事にはスウェーデン中から大勢の人が集まったとされる。
こうした記述の多くが、北欧神話として今に伝えられる神々のために人間が生贄とされたことを伝えている。

北欧では最も遅い時期まで異教信仰が続いたスウェーデンにおいて、ウプサラの神殿は信仰の象徴であった。そのため、キリスト教徒となったウールヴ従属王やシグトゥーナ司教は、この神殿を破壊しようとしたが失敗した。ガムラ・ウプサラが異教の中心地であると同時に王位継承にも関わる政治的に重要な地であったことから、キリスト教徒であるスウェーデン王は引き続き9年に1度の異教の大犠牲祭の司祭を務めたが、これを拒んだインゲ1世（en）は一時は追放されることとなった。しかし12世紀にキリスト教側が勝利したことから、神殿跡にキリスト教教会が建設された。なおこの教会が1245年に焼失すると、南のウプサラに移転しウプサラ大聖堂が築かれた。

## 考古学による証明
研究者が神殿に関して主に論争し確定しようとするのは、神殿が現在のガムラ・ウプサラのどの辺りに位置していたか、そしてそれが建物であったかどうかといった点である。
研究者の一部は、神殿がスウェーデンの王の住居と混同されていると考えている（しかしそれは北方に何十メートルも離れている）。
その異教の儀式活動の場になった神殿や他の遺跡の上に、しばしばそうであるように、キリスト教の教会が建設された。
12世紀に現在ある石造りのガムラ・ウプサラ教会が建ったが、それ以前の、11世紀には木造の教会が、10世紀には何か建築物があった。1926年、スーネ・リンドクヴィストが、現在ある教会の床下を調査したところ、まず木造教会の址を発見した。さらにその下のヴァイキング時代の土層に柱穴（en）列を発見し、推定できた建造物跡の独特の形状から、この穴の列がウプサラの神殿の跡だと推測した。しかし1967年、シェル・クムリエンが、過去に火災によって失われた史料を断片的な情報から復元したところ、12世紀前半から13世紀後半における、現在の教会とそれ以前にあった木造の教会、およびウプサラの神殿の位置関係が判明した。その史料によると、現在の教会はウプサラの神殿址の上にあるのではないと考えられた。そのためリンドクヴィストは、自分が発見した穴の列が別の神殿の址である可能性も挙げた。しかし、クムリエンが根拠にした史料もリンドクヴィストの調査結果も、研究者からその信頼性を疑問視されることがある。
2003年と2004年に、地中レーダー探査装置を使った科学的調査が行なわれた。そして、現在建っている教会のちょうど真下に、11世紀にあった3つの木造のフェイスティング・ホール(en)の少なくとも1つの残骸を発見している 。

### 注釈

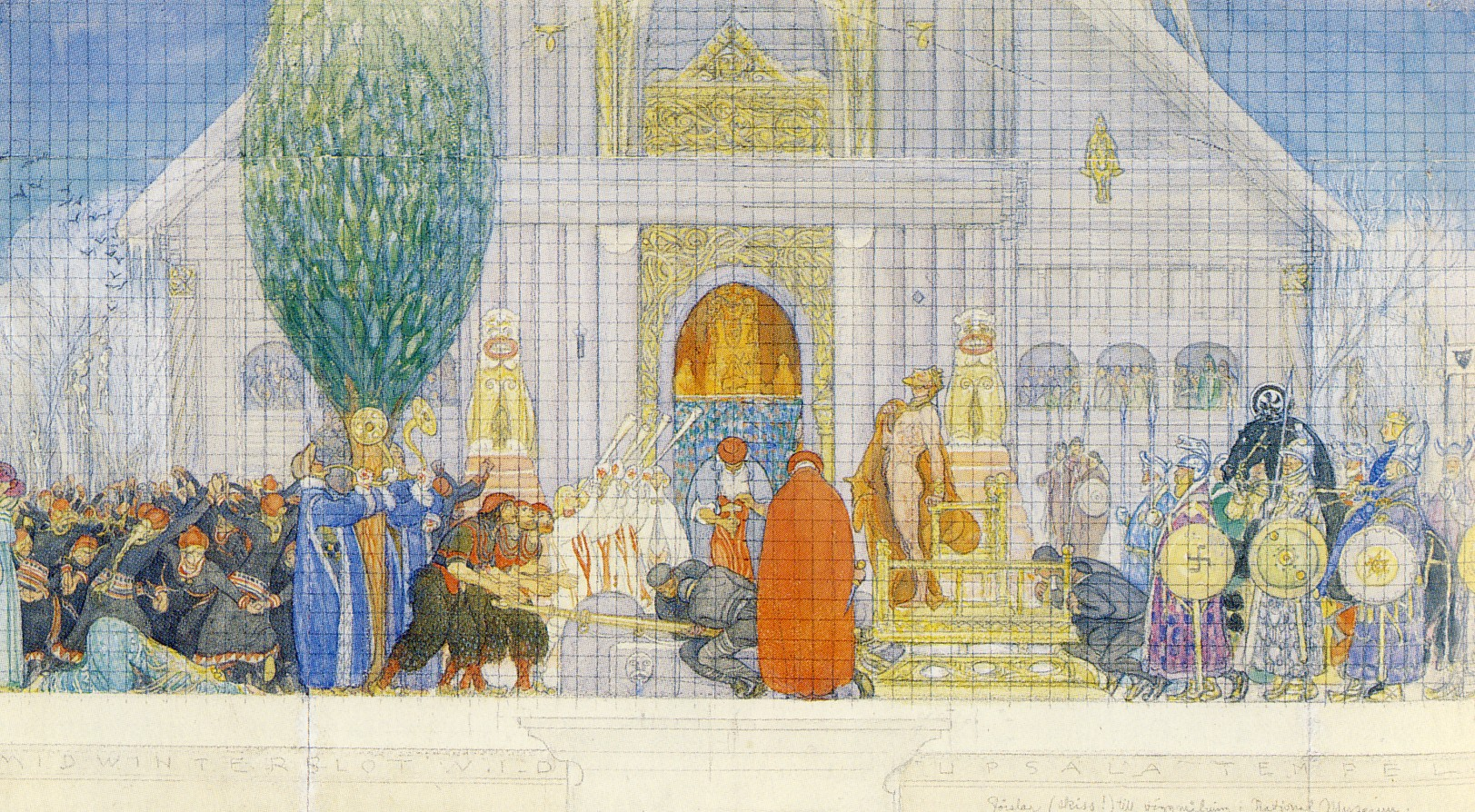
カール・ラーションの絵画『冬至の生贄』に描かれた、想像上のウプサラの神殿。この第3版の下絵では、神殿の両側の空間の奥に、木々に吊された人間や獣の死骸に見える物体と、それらに群がる鳥が描かれている。（要拡大。）完成後の絵画ではこの部分は無くなっているが、神殿の前の大きな木には、人間や動物の頭蓋骨に似た複数個の物体が枝の間や下に描き加えられた。なお『スウェーデンの国民画家 カール・ラーション展』（東京都庭園美術館他編、読売新聞社他発行、1994年）144頁の図版ではこれらが明瞭に確認できる。